# Аруша (национален парк)
 Тази статия е за Аруша (Национален парк).  За други значения вижте Аруша.  
Националният парк Аруша (Arusha) се намира в Североизточна Танзания, на 25 km от гр. Аруша, „столицата“ на сафарито в тази част на страната и главен град на едноименния регион. Простира се на площ от 552 km² Надморската височина варира от 1500 m при езерата Момела до 4566 m при върха на планината Меру. Оттук се разкрива величествена гледка към заснежените върхове на Килиманджаро, който е само на 50 km от парка. Към територията на парка спада и вулканичният кратер Нгурдото. Сър Джулиън Хъксли, известен британски биолог и първи директор на ЮНЕСКО, описва Националния парк Аруша като „скъпоценен камък сред парковете“.
Основан е през 1960 г., обхващайки териториите около езерата Момела и кратерът Нгурдото. През 1967 г. официално е обявен за национален парк, като към територията му е включена и планината Меру. Така той става един от парковете в Танзания с най-разнообразна екосистема.
Както градът, така и паркът носят името на племето аруша, заселило се в района през 1830 г. Племето е било асимилирано от масаите и по-голямата част от названията в парка са с масайски произход.

## Физически характеристики
Паркът е разположен между планините Килиманджаро и Меру сред много красива местност и предлага прекрасни гледки. Малък е, но много разнообразен, тъй като в него се срещат три различни типа релеф с три различни екосистеми – кратерът Нгурдото, скалистата планина Меру и езерата Момела. Разполага с широка гама от местообитания, кратери, езера и блата, където гнездят много и различни видове птици. Интересната геология на тази местност рефлектира върху гледките към конусовидния връх на планината Меру със скалистите ѝ склонове и широките равни пространства.

## Климат
Характерни за парка са два сезона – дъждовен и сух. Сухият сезон обхваща периода от месец юни до септември, а дъждовният – от ноември до май. Ноември и декември се характеризират с краткотрайни дъждове, а от март до май валежите са изобилни, като достигат своя връх през месец март. Максималната дневна температура е 32 °C, а средното количество на валежите – 600 мм/година.

## Кратерът Нгурдото
Наричат кратера Нгурдото „Малкият Нгоронгоро“. Той представлява угаснал вулкан с величествен кратер, чиято калдера е широка около 3,0 – 3,6 км и дълбока приблизително 400 м. Растителността в парка е много разнообразна и зависи от надморската височина на терените и геологията на района. Веднага след входа на парка се попада в сенчести планински гори, а по-нататък следват саваните. Зоната, където пътят се разклонява в две посоки – към кратера Нгурдото и към планината Меру е наречена Serengeti Ndogo, което означава Малко Серенгети. Заета е с открити пасища и е единственото място в парка, където могат да се видят зебри. Популацията им е малка, тъй като зебрите имат нужда от големи открити тревисти пространства, а те все повече се ограничават и намаляват за сметка на земеделските земи. По пътя към кратера се намира Портата Нгурдото (Ngurdoto Gate), където е изграден малък музей със сравнително богата колекция от планински птици, характерни за целия парк. С изкачването към кратера се редуват три растителни нива – тревни площи с много цветя, храстовидна растителност с малки затревени участъци и зона с високи дървесни видове. Най-високата точка на кратерния ръб носи името Leitong, надморската му височина е 1853 м и на север от него чудесно се виждат езерата Момела. Склоновете на кратера Нгурдото са стръмни, обрасли с гори, а калдерата му е заета от сезонни блата, около които до вътрешните склонове се простират тревисти савани. По бреговете им и по водната повърхност е развита разнообразна блатна растителност. Във влажната атмосфера на кратера виреят мъхове, папрати, лишеи и орхидеи. А по сухите вътрешни склонове се издигат огромни махагонови дървета и финикови палми.  Дъното на калдерата се намира на 1474 м надморска височина и е идеално място за кафърския бивол с богатата си паша и постоянното наличие на вода и кал. Тук често се среща обикновеният дукер – плахо тревопасно, приличащо на антилопа. Освен това дъното на кратера се обитава от черно-бели колобуси, леопарди, ограничен брой слонове и много други. Оттук лесно може да се наблюдава най-високата и заснежена африканска планина Килиманджаро с нейния първенец Ухуру (Кибо), издигащ се на 5895 м надморска височина. Туристите нямат право да слизат в кратера за да не нарушават покоя на дивите животни.

## Езерата Момела
Езерата Момела обхващат 7 малки алкални езера, каквито са повечето в района на Източноафриканската рифтова долина. Водите им са солени и животните не могат да ги използват за пиене. В по-голямата си част те се подхранват от подземни извори и не са много дълбоки. Съдържат малко риба, но голямо количество микроорганизми, типични за силно алкалните води. Тъй като всяко от езерата има различен минерален състав, растителността в тях също е различна. Водораслите са много разнообразни и дават особена окраска на всяко езеро, варираща от наситено синьо до тъмнозелено. Поради тези причини и птичият свят край всяко от тях е различен, дори когато бреговете между две езера са разделени само от една тясна ивица земя. Видовото разнообразие на птиците варира и в зависимост от годишния сезон. Между октомври и април езерата се изпълват с птици, мигрирали в тези райони от Северното полукълбо. През останалата част от годината тук остават само постоянните обитатели на езерата. Най-често срещаната птица е малкият гмурец, който през размножителния период е с шоколадово кафява шия и жълто-зеленикава кожна гънка около клюна. Лесно се разпознава по звънливите и пискливи звуци, които издава. Макар и по-рядко, но в достатъчно голямо количество се наблюдава и големият гмурец, който впечатлява с дългите снопчета черно-кафяви перца на върха на главата си.
По пътя между Портата Нгурдото и езерата се намира изворът Нгонгонгар (Ngongongar), след това – блатата Локи и Сенато, а след тях следват езерата Джембамба и Лонгил. Тези сладководни басейни често пресъхват през сухия сезон, но през дъждовния тук се събира на водопой голямо количество животни. Те са дом и за много водоплаващи и водолюбиви птици. Тревистите поляни около езерото Лонгил остават зелени през цялата година и осигуряват постоянна паша за доста животински видове. Тук много често може да се срещне кафърският бивол. Езерото е пълно с риби от сем. Cichlidae, които са основна храна за африканските белоглави морски орли (Haliaeetus vocifer).

## Планината Меру
Планината Меру е втората по височина планина в Танзания и четвъртата в Африка. Представлява активен стратовулкан и е едно от най-примамливите места за алпинистите в Източна Африка. Има няколко конуса и кратера, резултат от изригването на вулкана в различни етапи от съществуването му. Най-големият кратер е с диаметър около 25 км. Последното изригване, което е било съвсем слабо, става през 1910 г. Най-високият връх на планината Връх на социализма се издига на около 4566 м над морското равнище и доминира над ландшафта на парка. Това име на върха все по-рядко се използва, като обикновено се заменя с Меру. На върха има издигнато метално знаме на Обединена република Танзания. В далечното минало при едно от изригванията си вулканът е избухнал странично, при което е разрушил източните склонове, докато тези на север, юг и запад са останали непокътнати. Най-високата част на вулканичния конус има формата на подкова, отворена на изток. От дъното на кратера се издига нов тесен конус от парчета застинала лава и огромни скали, изкачващи се нагоре по кратерния склон и стигащи почти до върха. Планината завършва със стръмен конусовиден връх, а една от отвесните скали се издига над 1500 м и е една от най-високите скали в света.
Вътрешността на кратера и по-ниските склонове са гъсто залесени и са смесица от гъсти гори и голи скали Горната част на склоновете обаче представляват голи безплодните пространства от черен вулканичен прах и случайни огромни застинали парчета лава. До върха се стига по тясно, голо било, откъдето се разкрива прекрасна панорамна гледка към Пепелния конус на планината, разположен доста по-ниско, издигащ се от дъното на самия кратер. В подножието ѝ се простират гористи савани. По склоновете на планината шумят каскади от планински потоци, спускат се водопади, расте яркочервена книфофия (Kniphofia uvaria), от дърветата висят снопове испански мъх. По-високите зони са обсипани с гигантски лобелии, които достигат до 12 м. височина, за разлика от около 50 сантиметровите си представители в Европа. Тук често се срещат ярко розовата горска слабонога (циганче) и калуната (Calluna vulgaris) – пълзящ вечнозелен храст с розови цветове. За няколко месеца след кратките дъждове през ноември склоновете на планината се изпъстрят с яркочервените кълбовидни цветове на слонското ухо (Scadoxus Multiflorus). Върху планинската стръмнина се намира и свещеното хвойново дърво, под което племената са провеждали жертвени церемонии по време на продължителна суша. Още по-нагоре, във високопланинските части се среща вечнозелена растителност, а в подножието на планината растат кедър и смокинови гори. Планината е прорязана от пролома на река Нгаре Серо, в който се спуска величествен водопад.
Първият европеец, който описва планината Меру е немският изследовател Карл фон дер Декен, достигнал тази област през 1862 г. През 1882 г. отново е описана от немския военен лекар и изследовател на Африка Густав Фишер, а през следващата година – и от шотландския изследовател Джоузеф Томсън. През 1887 г. австро-унгарският граф Самуел Телеки и членовете на неговата експедиция проникват през гъстите гори по ниските склонове на планината и оттам виждат Килиманджаро. Името на първия европеец, изкачил Меру е спорно. Предполага се, че това е доктор Фриц Йегер през 1904 г., или Carl Uhlig през 1901.

## Фауна
Фауната на парка е изключително разнообразна, което се дължи на различните типове релеф в него. Покрай езерата Момела намират дом мигриращи водолюбиви птици и много копитни животни, а високите части на планината са дом за разнообразни тревопасни и птици.

### Бозайници
Паркът Аруша може да се похвали с голямо разнообразие от тревопасни животни, хищници и примати. Тук се наблюдават големи стада от жирафи, кафърски бивол, зебри, африкански глигани, хипопотами, брадавичеста свиня. Това е територията с най-голяма концентрация на жирафи в света. В ранните сутрешни часове и късния следобед може да бъде наблюдавано впечатляващо количество от леопарди и петнисти хиени. Това е единственото място в Северна Танзания, където спокойно могат за продължително време да се проследят черно-белия колобус, диадемен гвенон (Cercopithecus mitis) и зеленият павиан, които са една от атракциите на парка. Срещат се още воден козел с дълги лировидни рога, дребната антилопа дик-дик, антилопа бушбок (Tragelaphus scriptus) Слоновете са рядко явление в парка, а лъвовете напълно отсъстват. По високите части на планината Меру спокойно се разхождат няколко вида антилопи, от които особено интересни са дребните скални клипшпрингер.

### Птици
Паркът се обитава от почти 400 вида различни птици, а езерата Момела поддържат богато разнообразие от местни и мигриращи водолюбиви птици. Мигриращите видове гнездят тук между октомври и април по време на дъждовния сезон. Най-често срещани по бреговете на езерата са огромните ята от няколко вида фламинго. Преобладава малкото фламинго, което е по-ярко розово от останалите видове. То се храни с водорасли, а другите видове фламинго – с ракообразни от езерата. Различният начин на хранене дава възможност за спокойно съвместно съществуване между тях. Често може да се наблюдава кафявоглава потапница, ибис, бяла чапла, чукоглава чапла, ширококрила гъска (Plectropterus gambensis), африкански тръстиков блатар. Египетските гъски често унищожават насажденията от царевица в прилежащите земеделски райони. Местността е богата на пъстроцветни турако от разред Бананояди и дребни красиво оцветени трогони. В скалистите зъбери на планината Меру се срещнат разнообразни грабливи птици – боен орел, брадат лешояд, както и един от най-дребните видове соколи – Falco fasciinucha.

## Туризъм
Туризмът в парка е много добре развит. За това спомага близкото му разположение до град Аруша и международното летище Килиманджаро, разстоянието до което е 60 км. Паркът се ползва като изходна точка за планинско катерене по Килиманджаро и Меру. В рамките му за туристите са изградени два хотела, две хижи за планински катерачи, две почивни станции и няколко къмпинга. В град Аруша могат да се намерят още доста хотели, ресторанти и магазини със стоки, ориентирани към интересите на туристите.
В парка се организират различни видове атракции. На едно от езерата Момела, носещо името Малка Момела, се организират кану-сафарита, като между 2004 г. и 2008 г. в тях са взели участие 2774 туриста. По този начин се увеличава многократно шансът за среща с хипопотами и възможността за наблюдение на много по-голямо разнообразие от птици. Друга туристическа атракция е изкачването на планината Меру, която посреща посетителите с изключителното разнообразие на растителния и животински свят. По пътя нагоре, за удобство на туристите, са изградени две хижи. Първата, Miriakamba е разположена сред тревиста поляна на височина 2514 м. Втората е Седловината и е на 3570 м. височина. Малко над нея, на 3820 м надморска височина се извисява връх Малък Меру.
През 1995 г. посетителите в Парк Аруша са само 7000, а през 2006 г. те са нараснали на 56 131 броя.

## Проблеми и защита на флората и фауната
Националният парк Аруша е разположен в най-гъсто населената част на Танзания, където земите са много ценни и подходящи за селскостопански нужди. На запад и югозапад се простира горският резерват Меру, ползван като буферна зона за животните. Останалата част от парка е обградена с обработваеми земи, което създава сериозни проблеми както за населението, така и за дивите животни. Съществуват планове за разширяване на парка и за включване към него на околните горски резервати с цел да се осигури дългосрочното оцеляване на горските местообитания и свързаните с тях видове.
Сериозна заплаха за флората и фауната в парка са честите пожари, предизвикани по непредпазливост. Често пъти те са причинени от събирачите на див мед, една много разпространена в района професия. През 2010 г. при такъв пожар са унищожени над 600 акра гори по склоновете на планината Меру, а за борбата с него са изразходвани 10 милиона танзанийски шилинга. Управлението на националните паркове в Танзания TANAPA има идея да се проведат курсове по екологично обучение сред местното население за избягване на честите пожари в района и да се наблегне сериозно на съдебното преследване на техните причинителите.
Видео
- Arusha NP by Brendafrica 2009
- Tanzania – Arusha National Park
- Ngurdoto Crater, Arusha National Park
- Mount Meru
- Tanzania – Arusha National Park
- Arusha National Park Safari – August 10, 2010 – Baboons
- Tanzania – Arusha National Park – Elephants
- Flamingo's and Kilimanjaro